# بقعه سیدمحمد دوست
بقعه سید محمد دوست که اکنون زیارت اهل دل است در روستای چلوند واقع شده متعلق به اواخر قرن هشتم ه. ق می‌باشد. در جنگ جهانی اول یکبار توسط کشتی روسی مورد اصابت گلوله توپ قرار گرفته و قسمتی از دیوارش مخروب گشته است.
چلوند روستایی از توابع بخش لوندویل شهرستان آستارا می‌باشد.